# Nantenin Keïta
Pour les articles homonymes, voir Keita.
Nantenin Keïta, née le 5 novembre 1984 à Bamako au Mali, est une athlète franco-malienne, représentant la France en compétition.
Elle est championne du monde du 400 m malvoyant en 2006, médaille de bronze sur 400 m aux Jeux paralympiques de 2008 (en établissant un nouveau record de France de la discipline), médaille de bronze sur 100 m aux Jeux paralympiques de 2012, et championne paralympique sur 400 mètres aux Jeux de 2016 à Rio.

## Biographie
Nantenin Keïta est la fille du musicien malien Salif Keïta,. Elle est née au Mali et est ensuite venue habiter en France à l'âge de deux ans, à Saint-Quentin-en-Yvelines, en région parisienne. 
Elle est albinos et, en raison d'une déficience visuelle importante (0,7 et 0,8 dixièmes aux yeux, avec distinction des couleurs et des distances) liée à ce trait génétique, elle pratique son activité sportive dans la catégorie paralympique. « L’un de ses combats : être considérée comme une sportive, une performeuse, avant d’être perçue comme une handicapée. ».
Diplômée d’un BTS en action commerciale, Nantenin Keïta est depuis 2009 salariée du groupe Malakoff Médéric (devenu Malakoff Humanis), qui soutient sa carrière sportive. Au sein du service des ressources humaines, elle a pour rôle de favoriser l'insertion des personnes handicapées et leur évolution tout au long de leur carrière professionnelle.
À Bamako, la Fondation Salif Keïta est constituée d'une équipe de 700 membres que Nantenin Keïta et son père secondent le plus possible, malgré leurs agendas respectifs et la distance. L'association s'occupe principalement des Maliens.
Le 11 juillet 2024, elle est nommée porte-drapeau de la délégation française aux Jeux paralympiques d'été de 2024 à Paris en compagnie du paratriathlète Alexis Hanquinquant.
Le 28 août 2024, elle est l'un des cinq derniers relayeurs de la flamme ayant allumé la vasque des Jeux paralympiques d'été de 2024.

## Résultats sportifs

### Jeux paralympiques
- Médaille de bronze du 400 mètres aux Jeux paralympiques de Pékin en 2008,  Chine
- Vice championne paralympique du 200 mètres aux Jeux paralympiques de Pékin en 2008,  Chine
- Médaille de bronze du 100 mètres aux Jeux paralympiques de Londres en 2012,  Royaume-Uni
- Championne paralympique du 400 mètres aux Jeux paralympiques de Rio en 2016,  Brésil

### Championnats du monde d'athlétisme
- Vice championne du monde du 400 mètres à Villeneuve-d'Ascq en 2002,  France
- Championne du Monde du 200 mètres et 400 mètres à Assen en 2006,  Pays-Bas
- Vice championne du monde du 100 mètres à Assen en 2006,  Pays-Bas
- Médaille de bronze du 100 mètres au championnat du monde de Christchurch en 2011,  Nouvelle-Zélande
- Vice championne du monde du 100 mètres à Doha en 2015,  Qatar
- Championne du Monde du 400 mètres à Doha en 2015,  Qatar

### Championnats d'Europe d'athlétisme
- Médaille d'or du 400 mètres au championnat d'Europe de Swansea en 2014,  Royaume-Uni
- Médaille d'or du 400 mètres et du 200 mètres au championnat d'Europe de Grosseto en 2016,  Italie
- Médaille de bronze de relais universel et du 400 mètres au championnat d'Europe de Bydgoszcz en 2021,  Pologne

## Distinctions
- Chevalier de la Légion d'honneur le 1er décembre 2016[9]
- Officier de l'ordre national du Mérite le 14 novembre 2008[10]